# Al-Muti
Abū l-Qasim al-Fadl ibn Ja'far al-Muqtadir, detto " al-Muṭīʿ-llāh," in arabo المطيع لله‎? (Baghdad, 913 o 914 – Dayr al-Aqul, 12 ottobre 974), è stato califfo abbaside dal 946 al 974.
Nel gennaio del 946 l'emiro buwayhide Mu'Izz al-Dawla prese il potere a Baghdad e organizzò un'imboscata contro il califfo al-Mustakfi durante un ricevimento. Lo catturò e lo fece accecare. Al-Muti, che aveava sempre odiato il suo cugino al-Mustakfi, si rese subito disponibile per diventare nuovo califfo. L'ufficio califfale fu privato di ogni segno di rispetto e dignità da parte degli emiri Buwayhidi: non lo consultarono nemmeno in occasione della nomina di un visir.
Vennero istituite le osservanze sciite, come il lutto pubblico per l'anniversario della morte di al-Husayn. In un'occasione arrivarono ad incidere sulle moschee maledizioni contro i primi califfi, e anche contro Aisha, moglie di Maometto. La popolazione si infuriò per l'insulto, e i cartelli appesi nelle moschee vennero distrutti dalla folla inferocita.
Poi, nel 974, il califfo fu colto da paralisi e fu costretto ad abdicare in favore del figlio Al-Ta'i' e morì poco tempo dopo.